# إيدا مكينلي
إيدا مكينلي (بالإنجليزية: Ida McKinley)‏ ولدت في ( 8 يونيو 1847م - وتوفيت في 26 أكتوبر 1907م )، زوجة رئيس الولايات المتحدة الخامس والعشرين ويليام مكينلي، والسيدة أولى للولايات المتحدة الأمريكية من 4 مارس 1898 حتى 14 سبتمبر 1901.

## السيدة الأولى للولايات المتحدة
حرص الرئيس مكينلي بشدة على استيعاب حالتها. خرقًا للتقاليد، أصر على أن تجلس زوجته بجانبه في عشاء الدولة بدلًا من الطرف الآخر من الطاولة. عند الوقوف من أجل تقديم التحية، بقيت جالسة لوحدها. تقع العديد من الأعمال الاجتماعية التي تتولاها السيدة الأولى عادةً على عاتق السيدة جيني توتل هوبرت، زوجة نائب الرئيس جاريت هوبرت. أشار الضيوف إلى أنه كلما كانت السيدة مكينلي على وشك الخضوع لنوبة صرع، كان الرئيس يضع منديلًا أو محرمة على وجهها بلطف لإخفاء ملامحها الملتوية ألمًا. عندما ينتهي الأمر، كان يزيله ويستأنف كل ما يفعله وكأن شيئًا لم يحدث.
كان تفاني الرئيس الصبور واهتمامه الكبير حديث العاصمة. قال السناتور مارك حنا: «لقد جعل الرئيس مكينلي الأمر صعبًا للغاية على بقيتنا من الأزواج هنا في واشنطن».
غالبًا ما كانت السيدة الأولى تسافر برفقة الرئيس. سافرت السيدة مكينلي إلى كاليفورنيا مع الرئيس في مايو عام 1901، لكنها أصيبت بمرض شديد في سان فرانسيسكو لدرجة أن الجولة المخطط لها في الشمال الغربي تم إلغاؤها. ذهبت معه أيضًا في رحلة إلى بوفالو، نيويورك في سبتمبر من ذلك العام عندما اغتيل، لكنها لم تكن حاضرة عند إطلاق النار. في 6 سبتمبر عام 1901، أصيب الرئيس مكينلي برصاصة في بطنه من قبل أحد أتباع اللاسلطوية وهو يبلغ من العمر 28 عامًا يدعى ليون كولغوش. لم يتمكن الأطباء من تحديد مكان الرصاصة. أصيب جرح الرئيس في النهاية بالغرغرينا. توفي بعد ثمانية أيام من إطلاق النار عن عمر يناهز 58 عامًا.

## حياتها المتأخرة وموتها
مع اغتيال زوجها على يد ليون كولغوش في بوفالو، نيويورك في سبتمبر عام 1901، فقدت السيدة مكينلي الكثير من إرادتها للعيش. على الرغم من أنها تحملت قساوة الأيام بين إطلاق النار ووفاة الرئيس، إلا أنها لم تستطع حضور جنازته. تآكلت صحتها عندما قررت الاختلاء في منزلها الآمن مع ذكرياتها في كانتون. قدمت لها شقيقتها الصغرى العناية هناك. تم دفن الرئيس في مكان خاص يُعرف باسم ريست ريسيفينغ فالوت في مقبرة ويست لون إلى أن تم بناء نصبه التذكاري. كانت إيدا تزوره يوميًا حتى وفاتها. عاشت أقل من ست سنوات وتوفيت في 26 مايو عام 1907 عن عمر يناهز 59 عامًا. تم دفنها بجانبه وابنتيهما المتوفيتين في ضريح مكينلي التذكاري في كانتون.

## مقتل الأخ جورج ساكستون
قبل ثلاث سنوات من اغتيال زوجها، قُتل شقيق إيدا الوحيد، العازب الشهير جورج ديوالت ساكستون (1850-1898)؛ وبكت إيدا على قبره. اتُهمت السيدة آنا «آني» إي إيرهارت جورج وحوكمت في الفترة من 2 إلى 24 أبريل عام 1899. بعد تسع سنوات من استمالة جورج، وستة آخرين متورطين في علاقتهما الفاضحة، طلب ساكستون طلاق حبيبته من زوجها متحملًا جميع التكاليف، وهو يُدعى سامبل سي جورج - الذي رفع دعوى قضائية ضد ساكستون في المحكمة العليا عام 1892 بتهمة الاغتراب عن المشاعر، وطالب بمبلغ قيمته 1850 دولارًا بالإضافة إلى التكاليف القانونية (بعد الزواج مرة أخرى من لوسي غراهام بشكل سري تقريبًا) – لكنه رفض في النهاية الطلاق. عدم النجاح في مقاضاة ساكستون لخرقه عقد الزواج؛ اتُهمت السيدة جورج السابقة بإطلاق النار عليه عندما كان يقترب من الدخول إلى منزل امرأة أخرى - وهو عمل لطالما هددت بفعله. لم يحضر ساكستون ولا عائلة مكينلي المحاكمة. دافعت وسائل الإعلام عن قضيتها؛ ادعى جورج الدفاع عن النفس، وبرأته هيئة محلفين من جريمة قتل من الدرجة الأولى. لم يتم اتهام أي شخص آخر بالجريمة. تزوجت إيرهارت لاحقًا من الدكتور آرثر كورنيليوس ريدوت (1861-1906)، الذي يُعرف بأنه سكيّر ومقامر، الذي حُكم على وفاته شنقًا معلقًا من ثريا بأنها كانت عملية انتحار.